# Фриц Шменкел
Фриц Ханс Вернер Шменкел (на немски: Fritz Hans Werner Schmenkel), в съветската историография известен още като Фриц Паул Шменкел (на немски: Fritz Paul Schmenkel); 14 февруари 1916 – 22 февруари 1944) – немски и съветски войник, партизанин от Великата отечествена война, Герой на Съветския съюз.

## Биография
Роден е на 14 февруари 1916 г. в град Варзово близо до град Щетин, сега Шчечин (Полша) в работническо семейство. Немец. През 1932 г. бащата на Фриц Пол Краузе, който е комунист, умира по време на демонстрация в ръцете на нацистите. Фриц се присъединява към Комунистическия младежки интернационал на Германия.
Работил е във Варзовската тухлена фабрика. От октомври 1936 г. – по мобилизация работи във фабрика в град Бейтен.
През декември 1938 г. е призован във Вермахта, но отказва службата, като се позовава на болест. Той е осъден за укриване на военна служба и е затворен в град Торгау до 1941 г. Едва след началото на Втората световна война той се съгласява да служи в армията, през октомври 1941 г. е освободен и изпратен в училището за младши артилерийски командири и след това, с чин ефрейтор, е изпратен на Източния фронт като част от 186-та пехотна дивизия на Вермахта.
През ноември 1941 г. Фриц Шменкел дезертира от тази част и се укрива в село Подмошье, Ярцевски район, Смоленска област. На 17 февруари 1942 г. той е задържан от немски офицер и двама войници в с. Курганово и предаден на началника под стража, но на същия ден в селото влиза партизанският отряд „Смърт на фашизма“, а отд. командир след като научава за германеца, го отвжда. Отначало партизаните нямат доверие на Фриц Шменкел и дори искат да го разстрелят. В една от битките с нацистите Фриц Шменкел, след като получава оръжие, убива германски войник, който стреля точно в къщата, в която се крият партизаните. След това четата започва да му се доверява и той получава оръжие. Партизаните му дават името „Иван Иванович“.
Отрядът действа на територията на Нелидовски и Белски райони на Калининска (сега Тверска) област и в Смоленска област.
На 6 май 1942 г., в битка с немски танкове, Шменкел предлоага на командира на отряда, че е необходимо да се стреля по бъчвите за гориво, монтирани на танковете. Съветът на Фриц се оказва полезен: благодарение на това партизаните подпалват 5 вражески танка. През август 1942 г. Фриц Шменкел с група партизани, облечени в немски униформи, залавят без бой 11 полицаи и ги предават на партизанския съд. Нацистите успяват да разберат за немски войник, който се бие в партизански отряд, и за главата на Шменкел е обявена голяма награда.
Преди годишнината от Октомврийската революция Шменкел, облечен в генералска униформа, спира германски конвой на пътя и го праща в гората. В обоза има много боеприпаси и храна.
В началото на 1943 г. германците започват да провеждат наказателни операции срещу партизаните. Отрядът е принуден да се разбие на малки групи и да излезе от обкръжението. През март 1943 г. територията, на която действа отрядът, е освободена от съветските войски, а партизаните са отведени в Москва. Фриц Шменкел през юни 1943 г. е командирован в разузнавателния отдел на Западния фронт. Там той е обучен и е назначен за заместник-командир на Полеската диверсионно-разузнавателна група, обучена да изпълнява специални задачи в района северно от Орша.
През декември 1943 г. той, заедно с разузнавачите Иван Андреевич Рожков (Татарска АССР, Кузнечихински район, село Кузнечиха) и Василий Дмитриевич Виноградов (Калининска област, Калининский район, село Березина) е прехвърлен на фронтовата линия, но в началото на 1944 г. той е заловен от германските окупационни власти. На 15 февруари 1944 г. е осъден на смърт от военно-полеви съд, а на 22 февруари 1944 г. е разстрелян в Минск.
От последното писмо до жена му: „Прости ми за неприятностите, които ти причиних, като следвах избрания път докрай. Но аз не се отказвам от делата си в последните часове от живота си. Вървя смело към екзекуцията си, тъй като умирам за добро дело.
С указ на Президиума на Върховния съвет на СССР от 6 октомври 1964 г. „за активно участие в партизанското движение, образцово изпълнение на бойните задачи на командването по време на Великата Отечествена война и проявения героизъм и смелост в същото време ”, германският гражданин Шменкел Фриц Паул е удостоен посмъртно със званието Герой на Съветския съюз.

## Личен живот
Той е женен за Ерна Шефер. В брака са родени три деца: син Ханс, дъщери Урсула и Криста.

## Награди и звания
- Герой на Съветския съюз (6 октомври 1964 г., посмъртно);
- Орден на Ленин (6 октомври 1964 г., посмъртно);
- Орден на Червеното знаме (1943);
- Медал „Партизан на Отечествената война“ 2-ра степен (1942 г.).

## Памет
През 1965 г. улица в град Нелидово в Калининска (сега Тверска ) област е кръстена на Ф. Шменкел Улица Шменкел има и в град Бели, Калининска (сега Тверска) област. Fritz-Schmenkel-Straße (по-късно преименувана на Rheinsteinstraße) съществува в Източен Берлин между 1976 и 1992 г. Сега на негово име е кръстена улица в град Торгау.
В град Минск на площада на свободата, къща номер 4, където по време на Великата отечествена война са били разположени службата за сигурност (SD) и контраразузнаването, е издигната мемориална плоча в памет на партизанина интернационалист.
Във ВВС на ГДР на негово име е наречена 1-ва изтребителна ескадрила (Jagdfliegergeschwader 1 (JG-1)), създадена на 25 септември 1952 г. и разформирована на 2 октомври 1990 г.

## В изкуството
През 1977 г. в студио DEFA (ГДР) е заснет филмът „Искам да те видя“, където ролята на Фриц Шменкел се изпълнява от немския актьор Валтер Плате (на немски: Walter Plathe).